# Восстановление соединений металлов до металлических нанопорошков
Восстановление соединений металлов до металлических нанопорошков (англ. producing of metallic nanopowders by reduction of metal compounds) — метод получения металлических нанопорошков восстановлением соединений металлов (гидроксидов, хлоридов, нитратов, карбонилов) в газовой, жидкой или твердой фазе водородом, водородсодержащими соединениями и другими восстановителями.

## Описание

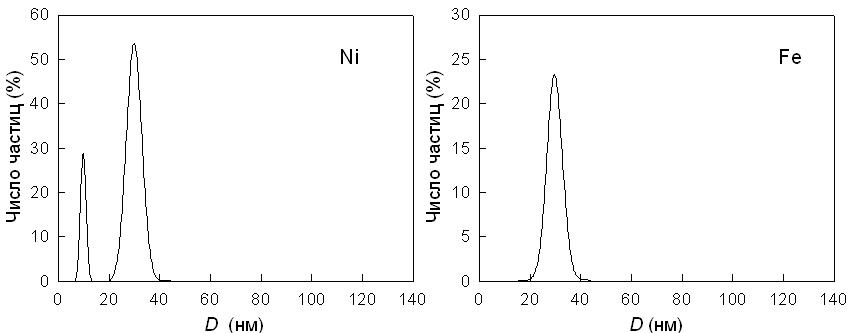
Типичное распределение по размерам металлических наночастиц, полученных восстановлением металлов из их соединений в токе водорода.

Восстановление в газовой фазе эффективно для получения нанопорошков тугоплавких (Mo, W) и переходных металлов и проводится водородом или газообразными водородсодержащими соединениями при температуре до 230 ºС. Достоинствами метода являются низкое содержание примесей и узкое распределение частиц порошков по размерам. Этот же метод, но с восстановлением металла из твёрдой фазы, применяют для получения металлических катализаторов. При этом пористый материал (силикагель, цеолит и т. д.) пропитывается истинным или коллоидным раствором гидроксида или другого соединения требуемого металла; затем пропитанный пористый носитель сушат и прокаливают в токе водорода для восстановления осажденных частиц до металла. В результате в порах носителя образуются каталитически активные мелкие металлические частицы. Нагреванием композита гидроксида никеля и ортокремниевой кислоты при температуре 450—750 ºС в токе водорода получают стабилизированные наночастицы Ni размером от 5—10 нм (при температуре 550 ºС) до 15—25 нм (при температуре 750 ºС).
Восстановление металлов в жидкой фазе проводится при температуре до 130 ºС в водных и до 230 ºС в неводных средах, и, по существу, является получением коллоидных наночастиц. В качестве восстановителей в этом случае применяют гидразин, тетрагидробораты щелочных металлов, азотоводородные и боразотоводородные соединения, гипофосфит, цитрат натрия, формальдегид, гидрохинон, ментол, спирты и другие вещества. Для предотвращения агломерации нанопорошков в жидкую среду вводят защитные коллоиды и стабилизаторы (желатин, крахмал, поливиниловый спирт, пиридин, фенантролин и др.). Размер получаемых коллоидных наночастиц не превышает 10—15 нм.